# Aprilia (Italia)
Aprilia (IPA: /aˈprilja/, ) è un comune italiano di 74 658 abitanti della provincia di Latina nel Lazio. 
Situata nella campagna romana, la sua posizione strategica la rende un importante punto di collegamento tra la Capitale, i castelli romani e il litorale laziale.

Scorporata dal comune di Roma, diviene città di fondazione il 25 aprile 1936, essendo stata fondata dal regime fascista a seguito delle bonifiche dell'Agro Pontino. Aprilia si colloca all’estremità settentrionale di tale area e per le sue caratteristiche storico-geografiche, viene frequentemente considerata parte integrante della campagna romana.
È stata elevata a rango di città con decreto del presidente della Repubblica il 29 ottobre 2012.

## Geografia fisica

### Territorio
Il comune è situato ad 80 m s.l.m. nell'Agro Romano e confina a nord-est con Ariccia, Lanuvio, Velletri e Cisterna di Latina; a sud-est con Latina; a sud con Anzio, Nettuno e a nord-ovest con Ardea.

### Clima
Il clima è compreso nella fascia climatica tirrenica meridionale che risente fortemente dall'influenza del Mar Tirreno. Le estati sono molto calde, tuttavia rinfrescate da venti termici provenienti dal mare. Le piogge autunnali e primaverili risultano essere piuttosto consistenti. La zona del comune è soggetta a correnti umide, soprattutto durante l'inverno. La temperatura media del comune è di 15,3 °C, mentre 825 mm è il valore di piovosità media annuale.
Di seguito è riportata la tabella con le medie climatiche e i valori massimi e minimi assoluti registrati nel trentennio 1988-2018.
| Aprilia (1988-2018)        | Mesi | Mesi | Mesi | Mesi | Mesi | Mesi | Mesi | Mesi | Mesi | Mesi  | Mesi  | Mesi  | Stagioni | Stagioni | Stagioni | Stagioni | Anno  |
| Aprilia (1988-2018)        | Gen  | Feb  | Mar  | Apr  | Mag  | Giu  | Lug  | Ago  | Set  | Ott   | Nov   | Dic   | Inv      | Pri      | Est      | Aut      | Anno  |
| -------------------------- | ---- | ---- | ---- | ---- | ---- | ---- | ---- | ---- | ---- | ----- | ----- | ----- | -------- | -------- | -------- | -------- | ----- |
| T. max. media (°C)         | 13,0 | 13,0 | 15,0 | 17,0 | 21,0 | 25,0 | 28,0 | 28,0 | 25,0 | 22,0  | 17,0  | 14,0  | 13,3     | 17,7     | 27,0     | 21,3     | 19,8  |
| T. min. media (°C)         | 4,0  | 5,0  | 6,0  | 8,0  | 11,0 | 14,0 | 17,0 | 18,0 | 15,0 | 12,0  | 8,0   | 5,0   | 4,7      | 8,3      | 16,3     | 11,7     | 10,3  |
| Precipitazioni (mm)        | 75,0 | 81,0 | 72,0 | 60,0 | 37,0 | 29,0 | 11,0 | 30,0 | 77,0 | 121,0 | 119,0 | 107,0 | 263,0    | 169,0    | 70,0     | 317,0    | 819,0 |
| Umidità relativa media (%) | 76   | 76   | 74   | 77   | 78   | 76   | 74   | 75   | 76   | 77    | 77    | 78    | 76,7     | 76,3     | 75       | 76,7     | 76,2  |

## Origini del nome
L'origine del nome Aprilia deriva dalla fondazione della città nel mese d'aprile, nel 1936. La data del 25 aprile, a sua volta, non era stata scelta in modo casuale: si trattava infatti della festività di San Marco, a sottolineare un legame ideale con le principali terre di provenienza dei pionieri, e difatti verrà utilizzata in seguito anche per diverse altre celebrazioni a tema rurale, in primis per la fondazione della vicina città di Pomezia.
Secondo alcuni il nome potrebbe alludere anche alla divinità Venus Aprilia, tradizionalmente tradotto con Venere Feconda: l'epiteto "Aprilia" di Venere deriverebbe dal latino aperire (aprire) per indicare lo "schiudersi" di piante fiori, leggendo così nel nome della città un'espressione di buon augurio, come un "aprirsi" del luogo ad una vita nuova: questa tuttavia potrebbe essere una semplice paraetimologia, o quantomeno un accostamento semantico effettuato a posteriori, dato che non vi è traccia di una simile interpretazione nei documenti dell'epoca.

## Storia

### Primi insediamenti
I primissimi insediamenti sul territorio sono databili all'età del ferro e si individuano nella località di Fossignano. Qui furono rinvenute tracce di piccoli villaggi di capanne che dominavano i diversi rilievi tufacei presenti nell’area. In località Rimessone sono venuti alla luce 26 elementi appartenenti all'età del bronzo, databili tra il XI ed il X sec. a.C., tra i quali anche manufatti incompleti o danneggiati. Nella zona in cui sorge Casalazzara si trova una necropoli pre-romana risalente al VIII secolo a.C.. Inoltre nella stessa frazione vi fu un insediamento del popolo dei Rutuli (V secolo a.C.) e durante il periodo medievale fu scelto come sede per un lazzaretto di Roma. Nelle località Buon Riposo e Campoleone anticamente sorsero le città volsche di Longula e Polusca, entrambe scomparse.

### Medioevo
Nel periodo medievale il suolo apriliano fu oggetto di dominio da parte di diverse famiglie (Frangipane, Colonna e infine Caffarelli).
In contrada Castellaccio, località Fossignano, è possibile vedere i resti del castello dei Frangipane, edificato intorno al X secolo. Nella zona di Campo del Fico è ancora presente il castello dei Colonna che risale al 1461.
Durante l'epoca del basso Medioevo gran parte del territorio fu legato ad Ardea. Il 30 marzo 1461 Antonio Caffarelli, tramite atto notarile, acquistò dalla potente famiglia Colonna le aree di Carroceto, Valle Lata, Tufello, Campo del Fico e Casalazzara trasformandoli in un unico latifondo esteso per oltre 4 300 ettari, separando così per la prima volta il territorio apriliano da quello ardeatino.
La località di Campomorto fu ribattezzata dal 1958 col nome di Campoverde, e la denominazione storica prese il nome dalla tragica battaglia di Campomorto. Durante lo scontro, avvenuto il 21 agosto 1482, il capitano veneziano Roberto Malatesta sconfisse Alfonso, duca di Calabria, figlio di Ferdinando d'Aragona, re di Napoli, che aveva dichiarato guerra al papa Sisto IV. Sul luogo sono stati ritrovati anche i resti e le prigioni dei tenimenti pontifici di San Pietro in Formis.
Il 22 aprile 1697, nella frazione di Carroceto, papa Innocenzo XII venne accolto in uno dei più grandiosi fasti registrato nelle memorie dello sfarzo aristocratico romano. Quel giorno del 1697 il papa aveva inaugurato il porto Innocenziano di Anzio. L'accoglienza al papa fu organizzata da Giovan Battista Borghese. Innocenzo XII giunse accompagnato da un seguito di 12 cardinali, alcune decine di nobili, tecnici portuali e centinaia di inservienti e soldati. Il tutto si svolse nella chiesetta dedicata a sant'Antonio ancora presente e sulla quale è visibile una lapide che ricorda l'evento.

### Bonifica
La zona dove oggi sorge la città di Aprilia era in principio paludosa. I primi tentativi di bonifica del territorio risalgono fino ai tempi dei latini i quali si servirono di un sistema di drenaggio caratterizzato da cunicoli sotterranei dotati di pozzi.
Sin dal primo ventennio del XVIII secolo, Livio Odescalchi e Papa Pio VI tentarono invano di bonificare il territorio, caratterizzato da insalubrità e spopolamento dovuti alla malaria.
La zona era prettamente agricola, e vi si coltivavano cereali e si allevavano equini e bovini di razza maremmana. Era, inoltre, la meta di numerose greggi ovine e caprine che venivano a svernare dalle Marche, dal resto del Lazio e, dopo l'unità d'Italia, anche dall'Abruzzo e dal Molise. Accanto agli allevamenti venivano costruite con paglia, ginestre e sterpaglie, capanne dal tetto a forma di cono "lestre", utilizzate come ricovero dagli allevatori e come laboratorio per la produzione della tipica ricotta romana e del formaggio pecorino.
Con l'avvento del Fascismo in Italia, le Paludi Pontine rappresentarono il luogo nel quale il Regime Fascista poteva dimostrare la sua credibilità di forza nuova, pragmatica e concreta. In tale scopo Mussolini investì molto nel progetto di bonifica dell'Agro Pontino, che immaginava come un potenziale grande orto da realizzare intorno a Roma. I lavori di bonifica iniziarono, per la parte idraulica, nel 1926 a cura dei privati partecipanti ai consorzi di bonifica; ma due anni dopo sarà l'opera Opera Nazionale Combattenti (ONC) a prenderne il controllo attraverso una serie di acquisizioni ed espropri.
La svolta avvenne solo nel 1929, quando, a seguito dei ripetuti tentativi falliti, ebbero inizio i lavori di bonifica del territorio veri e propri, che attirarono nella zona un notevole numero di persone provenienti dal Veneto, dal Friuli e dall'Emilia-Romagna. Ma solo tra la fine del 1931 e quella del 1934 l'impresa assunse dimensioni considerevoli. Infatti, proprio in questi anni iniziò la vera trasformazione dei terreni con disboscamenti in tutta la zona; venne prosciugato l'acquitrino, furono dissodati i terreni e costruite le case coloniche con poderi che andavano dai dieci ai trenta ettari. Solo allora subentrò una popolazione stabile che viveva in piccola parte nel nuovo centro urbano, mentre i più abitavano nelle case coloniche.
Dal 1934 nell'area del Consorzio di Bonifica di Littoria venne incluso anche il Consorzio numero 5 dell'Agro Romano: circa 600 km² sui quali sarebbero sorte in un futuro immediato Aprilia e Pomezia. Dopo circa dieci anni, l'ONC completò il programma relativo ai lavori di bonifica e di infrastrutturazioni del territorio consistenti in più di 2000 km di canali, 10000 km di scoline, 900 km di strade, 4 000 case coloniche, 5 centri urbani maggiori e 17 borghi rurali.
Il 4 luglio 1938 Benito Mussolini si fece ritrarre a torso nudo su una trebbiatrice in una foto propagandistica.

### Fondazione del comune

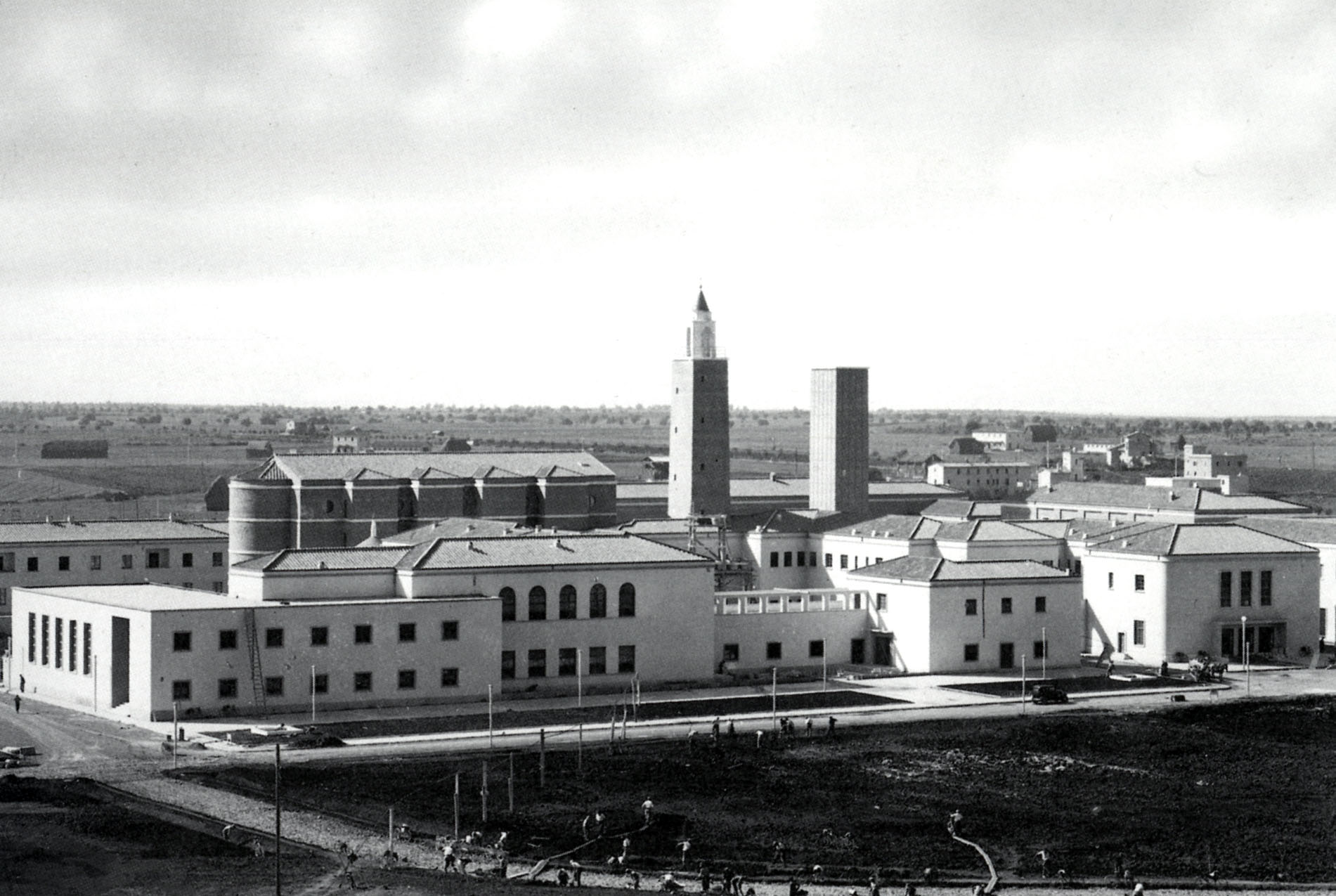
Aprilia nel 1936.

La città, su progetto del cosiddetto 2PST (Concezio Petrucci, Mario Tufaroli, Emanuele Filiberto Paolini e Riccardo Silenzi), è la quarta in ordine di fondazione tra quelle costruite nelle aree paludose bonificate dell'Agro Pontino durante il fascismo.
A bonifica completata, Aprilia nasce ufficialmente il 25 aprile 1936 con la posa della prima pietra, appena due anni dopo l'istituzione della provincia di Littoria, l'odierna provincia di Latina. L'operazione avvenne attraverso l'esproprio dei suddetti territori a danno della famiglia Caffarelli che li possedeva da ben 476 anni.
Benito Mussolini inaugurò ufficialmente l'insediamento il 29 ottobre 1937 con una grande festa in città il cui territorio verrà presto popolato da friulani, veneti, romagnoli nonché contadini di origine trentina e veneta provenienti dalla Bosnia e dalla Romania, tutti con le proprie tradizioni e i propri dialetti, che si ritrovavano a divenire abitanti di una stessa città.
(discorso del Duce il 29 ottobre 1937, giorno di inaugurazione di Aprilia)

La Torre Littoria nel 1936.

Alla sua fondazione il centro urbano era composto da quattro grandi fabbricati: il palazzo del Comune, l'ufficio postale, la chiesa e la Casa del Fascio ai quali si aggiunsero il Cinema Littorio e la locanda.
L'asse nord-sud (via dei Lauri, via degli Aranci), pensato come strada di penetrazione che congiunge la via Nettunense con la via Mediana (attuale SS 148 Pontina), era sfalsato a baionetta sulla piazza avendo come fondali, per chi accedeva alla piazza, la torre civica e il campanile.

### Periodo bellico
La situazione di Aprilia divenne critica a seguito dello scoppio della seconda guerra mondiale.
Il 22 gennaio 1944 avvenne lo sbarco di Anzio. L'intero territorio di Aprilia fu oggetto di bombardamenti da parte delle forze armate tedesche, le quali, il 9 febbraio riuscirono a conquistare la città ed il giorno seguente la zona di Carroceto.
La città era denominata dagli alleati "The Factory" (la fabbrica) per il suo chiuso nucleo centrale edificato in mattoni rossi che, dall'alto dei ricognitori aerei, sembrava appunto una fabbrica.
Dal momento che la città venne ridotta a un cumulo di macerie, la popolazione fu costretta a fuggire, trovando rifugio in Campania e in Calabria. Il territorio fu oggetto di alcuni fatti di Resistenza legati a gruppi partigiani operanti nell'area dei Castelli Romani.
Nell'ambito delle operazioni militari alleate che seguirono allo sbarco di Anzio, il 18 febbraio 1944 nel territorio di Aprilia trovò la morte il sottotenente dell'VIII Battaglione dei Royal Fusiliers dell'Esercito britannico Eric Fletcher Waters, padre di Roger Waters, futuro bassista e cofondatore dei Pink Floyd.
A conflitti conclusi, nel settembre 1944, gli sfollati fecero ritorno e incominciò la ricostruzione.

### Dopoguerra a oggi

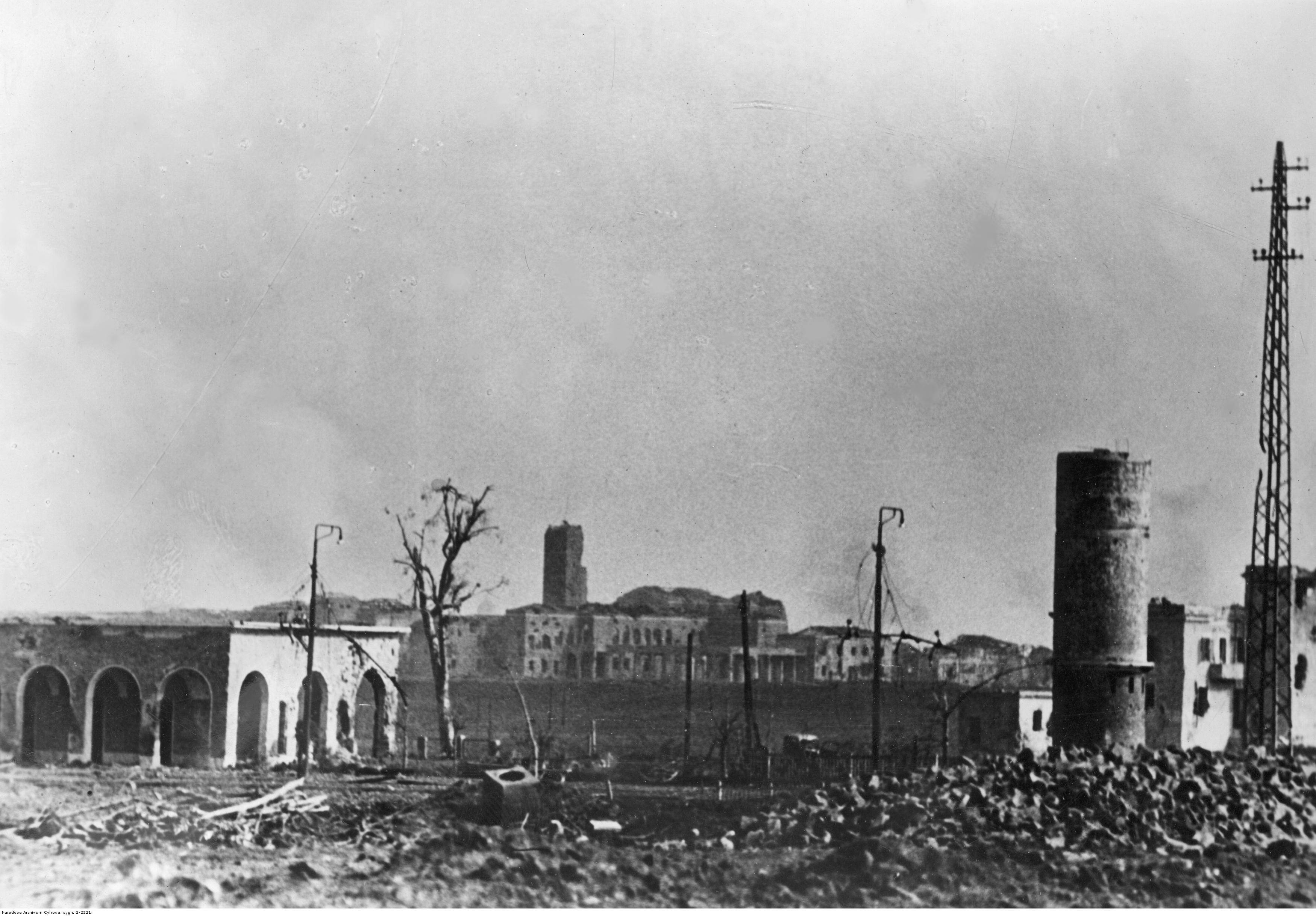
Aprilia dopo i bombardamenti del 1944.

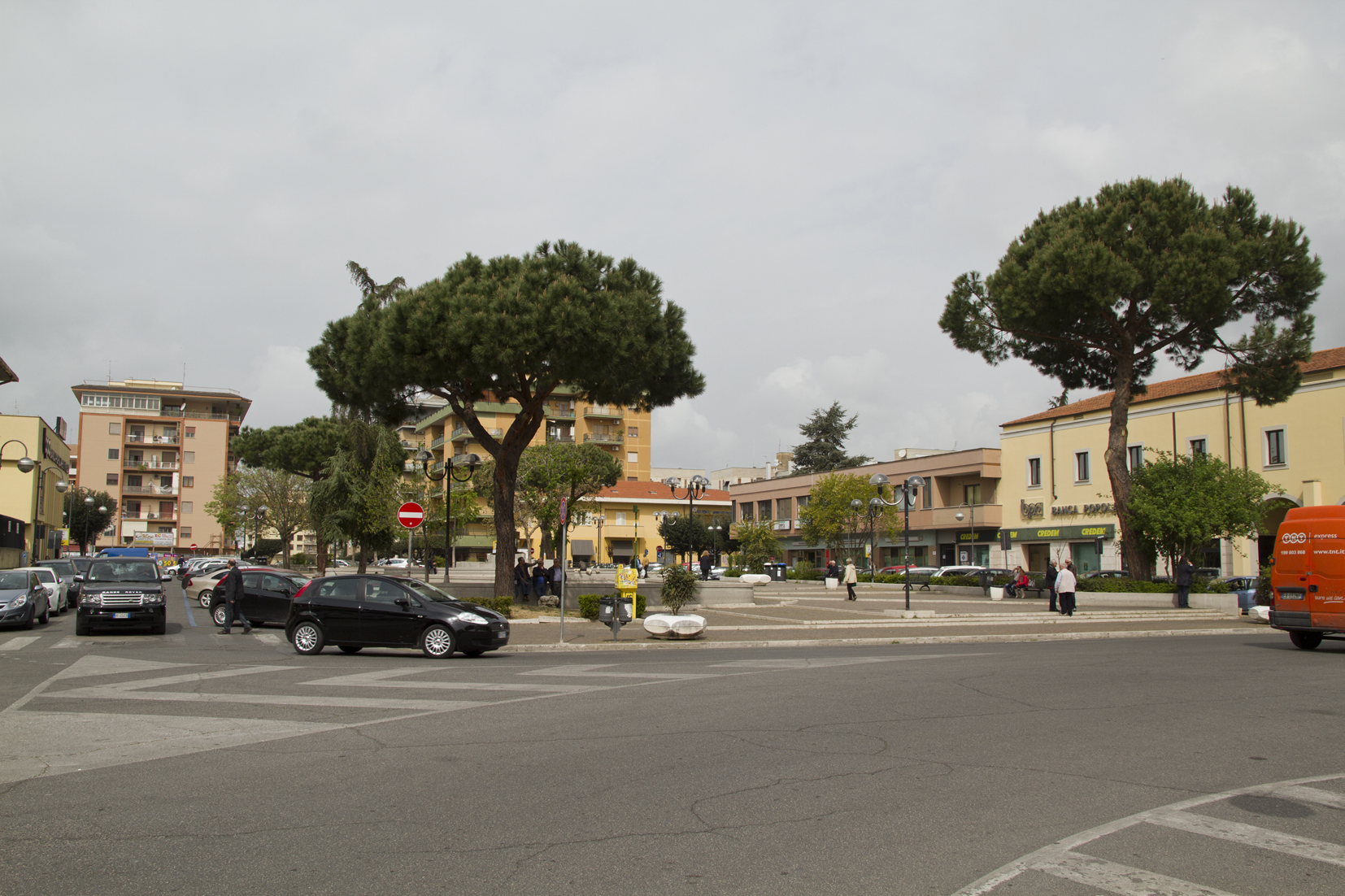
Piazza Roma

L'economia d'Aprilia ricostruita si basò sul piccolo commercio locale e sul pascolo ovino. Successivamente bonificati i campi minati, si tornò alla semina dei cereali e all'allevamento di bestiame da lavoro.
Al termine dei conflitti, a partire dagli anni cinquanta, il territorio di Aprilia conobbe un fenomeno di crescita in termini economici e di popolazione. In questo periodo giunsero profughi italiani dall'Africa settentrionale che impiantarono estesi vigneti.
Con la costituzione della Cassa per il Mezzogiorno e successivamente del Consorzio per l'area di sviluppo industriale del Lazio, l'avvenire di Aprilia cambiò totalmente: si passò da un'agricoltura di consumo a un'agricoltura di mercato e si costituirono nuove aziende agricole tecnicamente più avanzate. Fu questo il primo passo verso l'industrializzazione vera e propria. Alla fine del 1951 s'insediò sul territorio apriliano il primo stabilimento industriale, la Simmenthal, a cui fecero seguito molti altri opifici sia nazionali sia internazionali. La cittadina cambiò volto e offrì lavoro a numerose maestranze. Attualmente ad Aprilia svolgono attività circa cento stabilimenti, tra cui alcune importanti multinazionali.
Dagli anni cinquanta ad Aprilia si sono registrati diversi casi di infiltrazioni di esponenti della criminalità organizzata, appartenenti sia alla 'ndrangheta che alla camorra, attivi, oltre che nelle attività illecite, in quelle legate all'edilizia.
Oggi il centro urbano si presenta in modo notevolmente diverso. L'attuale aspetto è dovuto all'abbattimento, operato negli anni settanta, della Casa del Fascio, alla ricostruzione del Municipio, alle parziali modifiche di tutti gli altri edifici, ristrutturati nel dopoguerra e alla recente ricostruzione del campanile della chiesa di S. Michele Arcangelo avvenuta nel 1999, in modo però difforme dall'originale.
Nel luglio 2024 Lanfranco Principi, il sindaco di Aprilia è stato arrestato in un'operazione antimafia, a seguito del suo arresto si dimettono giunta e consiglio comunale.
Il 18 aprile 2025 il comune di Aprilia, per decisione del consiglio dei ministri viene sciolto per mafia.

### Simboli

Il gonfalone comunale

Lo stemma è un'arma alludente, in quanto le cinque rondini che si stagliano su un campo di cielo, richiamano in maniera allusiva il nome stesso della città, che è legato alla fondazione nel mese di aprile (del 1936) e vogliono richiamare la primavera. Il primo bozzetto fu predisposto nel 1938 da Araldo di Crollalanza, presidente dell'Opera Nazionale Combattenti (ONC) ed era ornato, come previsto dalla legge, dal capo del Littorio. Il gonfalone era un drappo di nero.
Lo stemma e il gonfalone nella forma odierna furono concessi con decreto del presidente della Repubblica del 10 aprile 1954. Il gonfalone è un drappo d'azzurro. Nel 2012, col conferimento del titolo di Città da parte del presidente della Repubblica Giorgio Napolitano, furono modificati di conseguenza gli ornamenti esteriori.

### Onorificenze
Aprilia fu infatti luogo di episodi di resistenza civile.
Nel 2012, con decreto del presidente della Repubblica, ad Aprilia è stato conferito il titolo di Città su richiesta del consiglio comunale n. 36 del 7 giugno 2011.

## Monumenti e luoghi d'interesse

### Architetture religiose
Chiesa di San Michele Arcangelo e Santa Maria Goretti

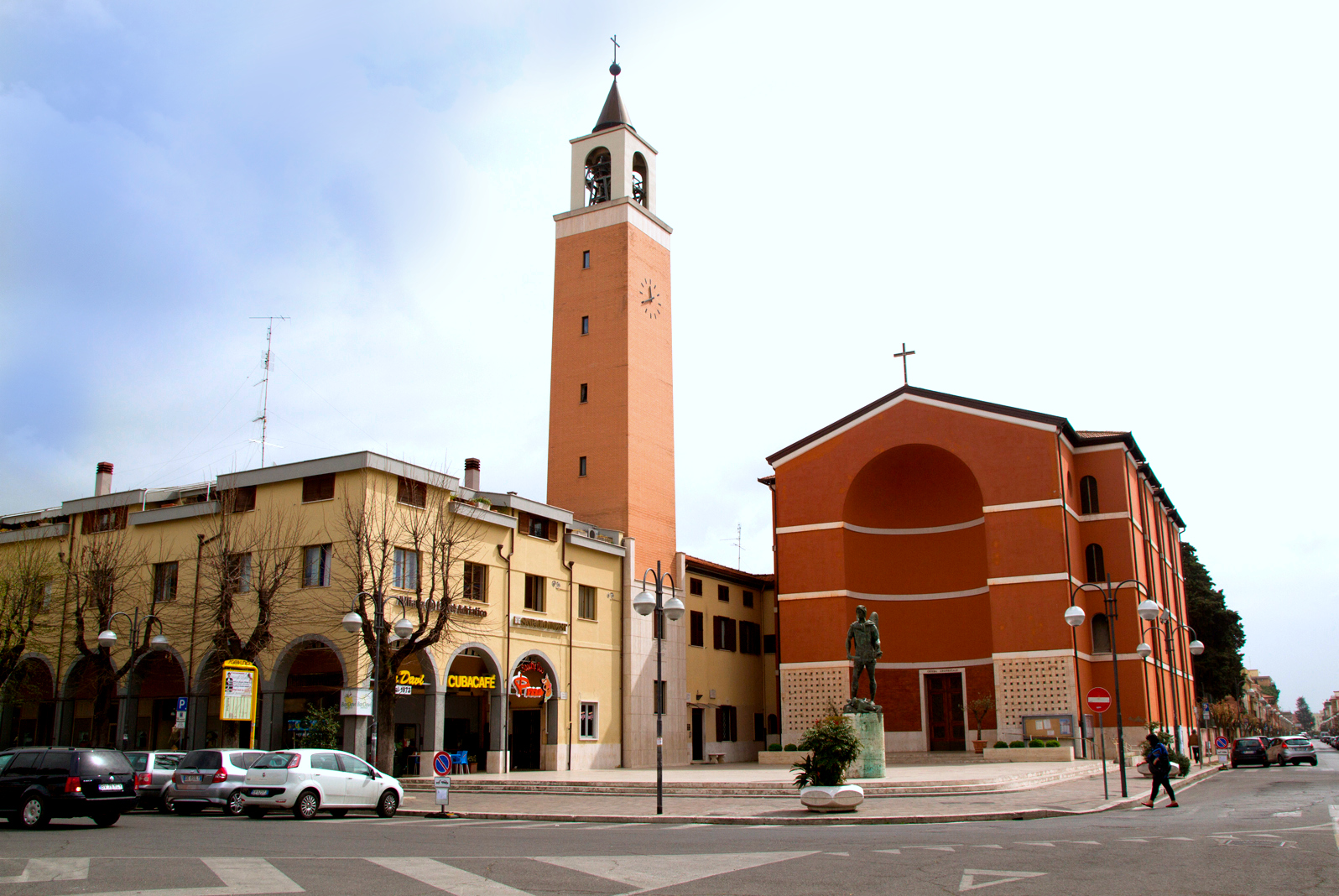
Chiesa di San Michele col campanile e la statua

La chiesa è stata uno dei primi edifici costruiti nella città, ed è stata parzialmente distrutta durante l'ultimo conflitto mondiale. Nel 1952 all'originaria dedicazione a san Michele fu aggiunta quella a santa Maria Goretti.
Statua di San Michele Arcangelo

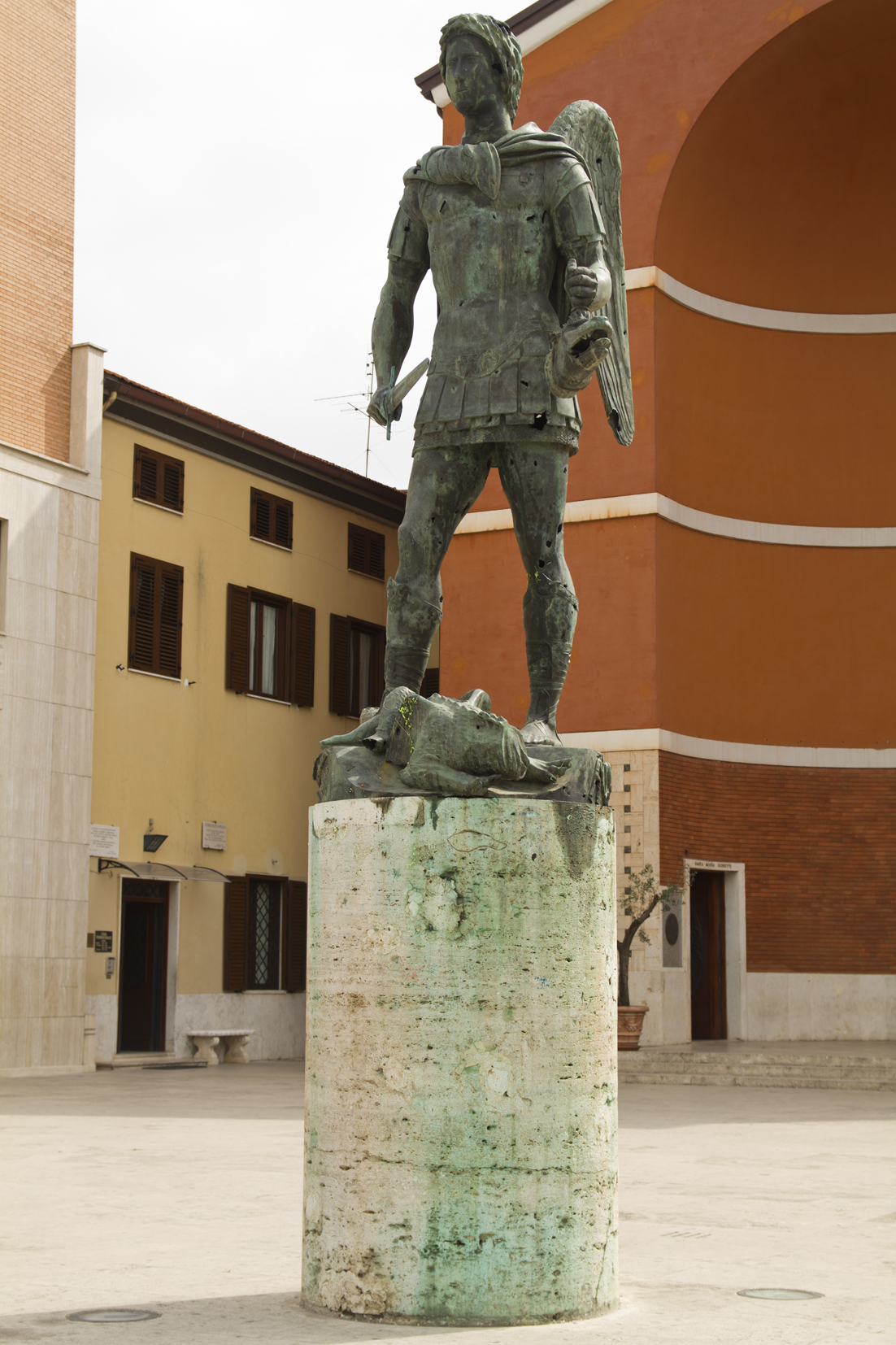
Statua di San Michele

Nel centro urbano di Aprilia, sul sagrato della chiesa, troneggia la statua del patrono della città San Michele Arcangelo, su cui sono ancora visibili le ferite storiche arrecate dalla battaglia tra Tedeschi ed Alleati durante l'ultimo conflitto mondiale.
La statua è una pregevole opera dello scultore Venanzo Crocetti (1913-2003). Sin dai giorni della sua fondazione, Aprilia era divisa in tenute agricole proprietà di grossi latifondisti romani che venivano affittate per periodi variabili dai nove ai dodici anni.
La statua bronzea è alta circa tre metri, poggia su un piedistallo cilindrico di travertino ed è collocata sul sagrato della chiesa della città.
Nella sua complessità la statua esprime un insieme di simboli: quelli della sfera umana e quelli della sfera divina.
Il volto giovanile ha uno sguardo serio e calmo di chi ha compiuto la propria missione, il suo corpo forte e robusto esprime il vigore e la potenza fisica del soldato romano, evidenziata dall'armatura muscolata di derivazione greca. Sopra la tunica, il Santo indossa i pteruges, strisce di cuoio a strati sovrapposti, che servivano a proteggere la zona pelvica e la parte superiore delle braccia.
Sulla cintura collocata al centro, risalta la cacciata di Adamo ed Eva dal paradiso terrestre, la postura dei due richiama l'opera del Masaccio.
Ai piedi l'angelo calza le caliga, i sandali usati dai soldati romani.
La spada con l'elsa cruciforme, ricorda le prime spade galliche.
Nella mano sinistra chiusa, San Michele stringe le funi che sostengono la testa recisa del drago sconfitto sdraiato ai suoi piedi.
Alla base del San Michele, Crocetti come in altre sue opere ha arricchito il soggetto con figure più piccole.
Le immagini alla base della statua irradiano le idee principali con le quali venne fondata la città di Aprilia, in altre parole con le immagini di tipo agreste.
Gli episodi al piedistallo del monumento narrano la vita nei campi delle diverse stagioni, quasi a voler rappresentare il continuo scorrere del tempo. Alla fine della seconda guerra mondiale l'opera si presentava priva di un pezzo della coda del drago, colpita da schegge di bombe e proiettili con una vasta presenza di fori che furono mantenuti per lunghi anni.
Nel 1991 si procedette al restauro conservativo della statua con interventi di rinforzo all'interno, ma al momento della rimozione della statua, l'artista che aveva deciso di seguirne il restauro scoprì nuove lesioni. Crocetti allora, insoddisfatto del restauro avvenuto, decise nel 1995 di ricercare il modello nel proprio studio-laboratorio e di intraprendere su di lui il lavoro di recupero.
Il desiderio di vederla nella sua integrità lo porterà a realizzare nuovamente la scultura priva però delle immagini della fascia istoriata. Furono fuse due nuove statue del San Michele, una è ora collocata a Teramo sul piazzale antistante la banca di Teramo, l'altra si trova presso la Fondazione Crocetti nel cortile interno.
L'artista ebbe un rapporto particolare con la statua di Aprilia. Durante la preparazione dell'opera ebbe un incidente: cadde dalla scala sulla quale lavorava e si salvò solo aggrappandosi alle ali che lo sorressero e lo salvarono da una possibile morte facendo nascere in lui una devozione particolare verso il Santo che lo legò fortemente all'opera da lui realizzata.
Chiesa dello Spirito Santo
In via Francia nella zona del quartiere Toscanini si trova la chiesa dello Spirito Santo, di recente costruzione (posa della prima pietra aprile 1996) risulta essere la più grande non solo di Aprilia, ma anche dell'intera sede suburbicaria di Albano. La superficie della chiesa è di 750 m², mentre la superficie dell'intero complesso parrocchiale è di circa 1700 m². Il campanile che sorregge la croce è costituito da una pilastratura aperta circolare che arriva a un'altezza di 28,60 metri.
Chiesa dell'Annunciazione
Dal 1997 nella chiesa di Campo di Carne dedicata all'Annunciazione della Beata Maria Vergine è visibile l'opera d'arte Volo d'angeli del maestro scultore e pittore apriliano Claudio Cottiga (24 aprile 1945). Essa è una scultura in legno di 12 angeli che ricopre l'intera abside principale dietro l'altare maggiore.
Chiesa di Sant'Antonio
Edificata nel 1697 a Carroceto a ricordo di una sosta nella zona di papa Innocenzo XII il 22 aprile 1697. Ancora oggi è visibile sull'antica chiesetta una lapide che ricorda tale evento.

### Architetture civili

#### Mausoleo della famiglia Garibaldi
Nella frazione di Carano si trova il mausoleo dove riposano le spoglie di diciassette componenti della famiglia Garibaldi.
Nella cripta di famiglia è sepolto anche Menotti Garibaldi, figlio di Anita e Giuseppe Garibaldi, che visse in quel luogo per diversi anni fino alla morte, avvenuta a Roma nel 1903.
Il 31 marzo 2011 la tomba è stata oggetto di profanazione da parte di alcuni vandali.
Tuttavia gli intrusi, una volta scoperchiato il sarcofago e la cassa di legno contenente le spoglie di Menotti, non sono riusciti ad asportare nulla.
Architetture militari
Torre del Padiglione

### Altro

#### Monumenti
- Monumento a Falcone e Borsellino;[42]
- Monumento ai Bersaglieri in piazza dei bersaglieri;[43]
- Monumento ai caduti di Campo di Carne “Il graffio della vita”.[44][45]
- Monumento ai soldati caduti nella battaglia di Aprilia 1944
Monumento ai Caduti

In piazza della Repubblica è situata un'opera realizzata dall'artista Luigi Gheno su progetto dall'architetto Marcello De Rossi. La stele in bronzo e cemento è stata inaugurata il 1º maggio 1960, eretta in onore dei caduti di tutte le guerre.
- Monumento ai Caduti dello sbarco di Anzio

Il monumento, un obelisco situato in Piazza della Repubblica, è stato inaugurato il 18 febbraio 2014 e commemora i caduti alleati dello sbarco di Anzio rimasti senza sepoltura.
Alla cerimonia di inaugurazione partecipò Roger Waters, già fondatore, cantante e bassista dei Pink Floyd, il cui padre (sottotenente Eric Fletcher Waters) morì durante lo sbarco, precisamente il 18 febbraio 1944, e i cui resti non sono mai stati ritrovati.
Roger Waters, che visitava per la prima volta il luogo esatto in cui perse la vita suo padre, depositò personalmente una corona di fiori alla base del monumento.
L'obelisco reca incisa la traduzione italiana di alcuni versi di una canzone composta dallo stesso Roger Waters per i Pink Floyd:
(Pink Floyd, Two Suns in the Sunset, dall'album The Final Cut (1983))

#### Cippi
- Cippo in memoria degli sminatori di Aprilia presso il Cimitero comunale;[44]
- Cippo in memoria degli Alpini in via Alcide De Gasperi;[44]
- Cippo in memoria degli Artiglieri presso il parco comunale “Carlo Alberto Dalla Chiesa”;[44]
- Cippo in memoria della brigata Barbarigo a Campo Verde.[52]

#### Statue
- Evoluzione: ultima scultura del maestro Umberto Mastroianni collocata sulla fontana di piazza Roma nel centro cittadino;[53]
- Statua della dea Cibele, all'esterno della biblioteca comunale;[54]
- Campana collocata a lato del Comune di Aprilia in piazza Roma;[44]

Siti Archeologici
tomba pre romana, villa romana,impianto rustico di età medio-repubblicana/primo-imperiale, sulla collina di Le Ferriere i resti del tempio dedicato alla dea Mater Matuta

## Società

### Evoluzione demografica
Abitanti censiti

### Etnie e minoranze straniere
Secondo i dati ISTAT al 1º gennaio 2018 la popolazione straniera residente era di 9 165 persone, pari al 12,4% della popolazione.
Le nazionalità maggiormente rappresentate in base alla loro percentuale sul totale della popolazione residente erano:
- Romania - 5 384 (7,25%)
- India - 1 222 (1,65%)
- Ucraina - 179 (0,24%)
- Bulgaria - 142 (0,19%)
- Albania - 141 (0,19%)
- Moldavia - 141 (0,19%)
- Tunisia - 136 (0,18%)
- Altro - 1 820 (2,45%)

### Lingue e dialetti
Oltre alla lingua italiana, ad Aprilia è utilizzato il locale dialetto romanesco, appartenente al gruppo dei dialetti mediani.

## Cultura

### Istruzione
Sono presenti diverse scuole nido, dell'infanzia, elementari, medie e superiori.

#### Biblioteche
- Biblioteca comunale Giacomo Manzu.[62]

#### Musei
- Museo della bonifica e della civiltà contadino di Carano[63]
- Esposizione permanente della battaglia di Aprilia - The Factory 1944[64][65]
- Collezione storica sulla seconda guerra mondiale Ostilio Bonacini[66]
- Museo Satricum[67]

### Media

#### Stampa
- Il Caffè di Aprilia: settimanale di informazione locale presente in forma digitale.[68]

#### Radio
- Radio Studio 93, radio di informazione locale.[69]

### Teatri
- Teatro Europa.[70]

### Eventi
- Ogni 29 settembre, si svolge la Festa del Santo Patrono San Michele Arcangelo.
- Ogni anno, il Giovedì e il Martedì grasso e nelle due domeniche antecedenti il martedì, si svolge il Carnevale Apriliano; una tradizione di più di 50 anni che prevede le sfilate di gruppi in maschera e soprattutto dei carri allegorici realizzati dai gruppi di quartiere, che si sfidano per il Palio del Carnevale.[71]
- Ogni 24 aprile, fino al 1º maggio, si svolge la Mostra Agricola di Campoverde - Fiera Nazionale dell'Agricoltura. Nel 2019 la fiera ha raggiunto la sua 34ª edizione.[72]
- Ogni 8 dicembre, è solito svolgersi in via dei Lauri e nei pressi di piazza Roma, il Mercatino delle pulci.[73][74]

## Geografia antropica

### Frazioni
Superficie 17774 hm², abitanti 70 349 al 31 dicembre 2010, comprende il centro urbano e le seguenti frazioni: Agip, Bellavista, Buon Riposo, Caffarelli, Campo del Fico, Campo di Carne, Campoleone, Campoverde, Carano-Garibaldi, Carroceto, Casalazzara, Fossignano, Gattone, Genio Civile, Giannottola, Guardapasso, Isole, La Cogna, Montarelli, Pantanelle, Pian di Frasso, Rosatelli, Spaccasassi, Torre Bruna, Toscanini, Torre del Padiglione, Tufello, Vallelata, Valli.

## Economia
Di seguito la tabella storica elaborata dall'Istat a tema Unità locali, intesa come numero di imprese attive, ed addetti, intesi come numero addetti delle unità locali delle imprese attive (valori medi annui).
|         | 2015                  |                              |                            |                |                       |                     | 2014                  |                | 2013                  |                |
| ------- | --------------------- | ---------------------------- | -------------------------- | -------------- | --------------------- | ------------------- | --------------------- | -------------- | --------------------- | -------------- |
|         | Numero imprese attive | % Provinciale Imprese attive | % Regionale Imprese attive | Numero addetti | % Provinciale Addetti | % Regionale Addetti | Numero imprese attive | Numero addetti | Numero imprese attive | Numero addetti |
| Aprilia | 4 251                 | 10,82%                       | 0,91%                      | 19 494         | 15,95%                | 1,24%               | 4 325                 | 19 909         | 4 304                 | 19 910         |
| Latina  | 39 304                |                              | 8,43%                      | 122 198        |                       | 7,75%               | 39 446                | 120 897        | 39 915                | 123 310        |
| Lazio   | 455 591               |                              |                            | 1 539 359      |                       |                     | 457 686               | 1 510 459      | 464 094               | 1 525 471      |

Nel 2015 le 4 251 imprese operanti nel territorio comunale, che rappresentavano il 10,82% del totale provinciale (39 304 imprese attive), hanno occupato 19 494 addetti, il 15,95% del dato provinciale (122 198 addetti); in media, ogni impresa nel 2015 ha occupato quattro persone (4,59).
Turismo
Sono presenti uno zoo, la fattoria didattica, la piscina comunale all' aperto , la pista per le gare dei kart e quella per le moto,il campo da golf

### Industria
Tra gli stabilimenti industriali più rilevanti nel territorio comunale vi sono alcuni importanti siti produttivi soprattutto farmaceutici (ad esempio Pfizer, Abbott Laboratories, Ibi Lorenzini, Angelini, Recordati).
E' presente la Fonte San Vincenzo , un acqua minerale naturale.

### Agricoltura
Aprilia DOC
Nella zona di Aprilia si trovano coltivazioni che si estendono per 3 700 ettari (9 000 acri) di vino Denominazione di origine controllata DOC, la quale è nota per le varietà di vini prodotti come il Trebbiano, Merlot, Sangiovese e Abbuoto. Sotto la regolazione DOC i vini devono contenere almeno il 95% di varietà di uva dichiarata sull'etichetta per avere la qualifica. La produzione di vino DOC è intorno al 75% di Trebbiano.
Requisiti aggiuntivi per ottenere la DOC includono:
- Il Merlot e il Trebbiano devono avere un raccolto non maggiore di 15 tonnellate per acra. Inoltre il vino prodotto deve raggiungere un contenuto di alcool minimo dell'11%.
- Il raccolto del Sangiovese può essere massimo di 14 tonnellate per acra e il vino prodotto deve raggiungere almeno l'11.5% di contenuto di alcool in volume.[senza fonte]

## Infrastrutture e trasporti

### Strade
Il comune si trova all'intersezione tra la strada statale 148 Pontina e la strada statale 207 Nettunense, che lo attraversa da Campoleone a Campo di Carne fiancheggiando la linea regionale FL8.

### Ferrovie
Sul territorio comunale sono presenti tre stazioni ferroviarie:
- La stazione di Aprilia è posta sulla linea Campoleone-Nettuno ed è servita dalla linea regionale FL8.
- La stazione di Campo di Carne posta come quella di Aprilia.
- La stazione di Campoleone, sita nell'omonima frazione, è posta sulla direttissima Roma-Napoli e stazione di diramazione per la linea per Nettuno, ed è servita dalle linee regionali FL7 ed FL8.

## Amministrazione
Aprilia come comune, nasce nel 1936, con distacco territoriale dal comune di Roma; fu inserita nella provincia di Latina.
| Periodo           | Periodo          | Primo cittadino                           | Partito                                  | Carica                    | Note   |
| ----------------- | ---------------- | ----------------------------------------- | ---------------------------------------- | ------------------------- | ------ |
| 25 settembre 1987 | 22 giugno 1990   | Pasquale Gallo                            | PSI                                      | Sindaco                   |        |
| 22 giugno 1990    | 27 aprile 1994   | Luigi Meddi                               | PSI                                      | Sindaco                   |        |
| 27 aprile 1994    | 23 aprile 1995   | Rosario Raco                              | PRC                                      | Sindaco                   |        |
| 23 aprile 1995    | 13 giugno 1999   | Gianni Cosmi                              | PPI                                      | Sindaco                   |        |
| 13 giugno 1999    | 24 novembre 2001 | Gianni Cosmi                              | DS                                       | Sindaco                   | [ 80 ] |
| 1º dicembre 2001  | 26 maggio 2002   | Angelo Finocchiaro                        |                                          | Commissario prefettizio   |        |
| 26 maggio 2002    | 5 aprile 2004    | Luigi Meddi                               | centro-destra                            | Sindaco                   | [ 81 ] |
| 5 aprile 2004     | 3 aprile 2005    | Pompeo Paolo Verzili                      | centro-destra                            | Sindaco facente funzioni  |        |
| 3 aprile 2005     | 28 gennaio 2009  | Calogero Santangelo                       | centro-destra                            | Sindaco                   | [ 80 ] |
| 28 gennaio 2009   | 7 giugno 2009    | Cono Giuseppe Federico                    |                                          | Commissario prefettizio   |        |
| 7 giugno 2009     | 27 febbraio 2012 | Domenico D'Alessio                        | lista civica di centro-sinistra          | Sindaco                   | [ 81 ] |
| 27 febbraio 2012  | 26 maggio 2013   | Antonio Terra                             | lista civica di centro-sinistra          | Sindaco facente funzioni  |        |
| 26 maggio 2013    | 24 giugno 2018   | Antonio Terra                             | lista civica di centro-sinistra          | Sindaco                   |        |
| 24 giugno 2018    | 31 maggio 2023   | Antonio Terra                             | lista civica di centro-sinistra          | Sindaco                   |        |
| 31 maggio 2023    | 9 luglio 2024    | Lanfranco Principi                        | FdI-LSP e liste civiche di centro-destra | Sindaco                   |        |
| 9 luglio 2024     | 23 aprile 2025   | Paolo D'Attilio                           |                                          | Commissario prefettizio   |        |
| 23 aprile 2025    | in carica        | Vincenza Filippi Enza Caporale Rita Guida |                                          | Commissione straordinaria | [ 82 ] |

### Gemellaggi
Aprilia risulta gemellata con le seguenti città:
- Pergola, dal 1991
- Mostardas, dal 1996[84]
- Buja, dal 1997[85]
- Montorio al Vomano, dal 2000
- Sciacca, dal 2003[86]
- Ben Arous, dal 2003[87]
- Tulcea, dal 2003[88]
- Cingoli, dal 2004
- Aldeno, dal 2019[89]
- Pantelleria, dal 2022[90]

## Sport

### Atletica leggera
- ASD Podistica Aprilia.[91]
- Runforever Aprilia.[91]

### Calcio
- A.S.D. Centro Sportivo Primavera (colori sociali Bianco Celeste) che nel campionato 2023-24 milita nel campionato maschile di Eccellenza.[92].
- A.S.D. Esercito Calcio Aprilia (colori sociali Bianco Blu) che nel campionato 2019-20 milita nel campionato maschile di Seconda Categoria[93] e nel campionato femminile di Eccellenza.[94]
- Aprilia Racing Club W che nel campionato 2019-20 milita nel campionato femminile di Serie C.[95]

### Calcio a 5
- A.S.D. United Aprilia che nel campionato 2019-20 milita nel campionato maschile di Serie B.[96]
- Eagles Ca5 Aprilia che nel campionato 2019-20 milita nel campionato maschile di Serie C2.[97]
- Campus Aprilia che nel campionato 2019-20 milita nel campionato maschile di Serie D.[98]

### Pallacanestro
- Virtus Aprilia che nel campionato 2019-2020 milita nel campionato maschile di Serie C Silver.[99]
- ASD Samurai Basket Aprilia che milita nel campionato serie C basket femminile.

### Pallavolo
- Giò Volley Srl Ssd che nel 2019-2020 milita nel campionato femminile di serie C.[100]
- Pianeta Volley Aprilia - società di pallavolo maschile e femminile, che attualmente milita nel campionato di Serie D maschile e Prima Divisione femminile come leghe massime
- Volley School Aprilia, che nel 2025-2026 milita nel campionato maschile di serie B[101].

### Rugby
Nel 2007 nasce la prima squadra di rugby nella storia di Aprilia, la Garibaldina Rugby Aprilia, che milita nel campionato di Serie C.

### Pentathlon moderno
La società nasce attorno agli anni ottanta. Nel tempo ha conseguito buoni risultati al livello regionale e nazionale. È l'unica squadra di pentathlon presente nella provincia di Latina.
Pallanuoto
Campus Primavera